# Rodolphe Desrivières
Pour les articles homonymes, voir Desrivières.
Rodolphe Michel Trottier Beaubien Desrivières, né le 5 mai 1812 à Lac des Deux Montagnes, auj. Deux-Montagnes et mort le 17 mars 1847 à Montréal, est un patriote franco-canadien.

## Biographie
Commerçant, Rodolphe Desrivières prend part en 1837 à la fondation des « Fils de la liberté ». Chef de section puis colonel de Thomas Storrow Brown lors des événements de 1837, il assiste à l'Assemblée de Saint-Charles. Il se réfugie à Boucherville mais est arrêté à Bedford puis condamné à l’exil aux Bermudes (1838).
Après l’amnistie, il devient homme d’affaires à New York puis se réinstalle au Québec vers 1845.
Jules Verne le mentionne dans son roman Famille-Sans-Nom (partie 2, chapitre II).